# Flaurling

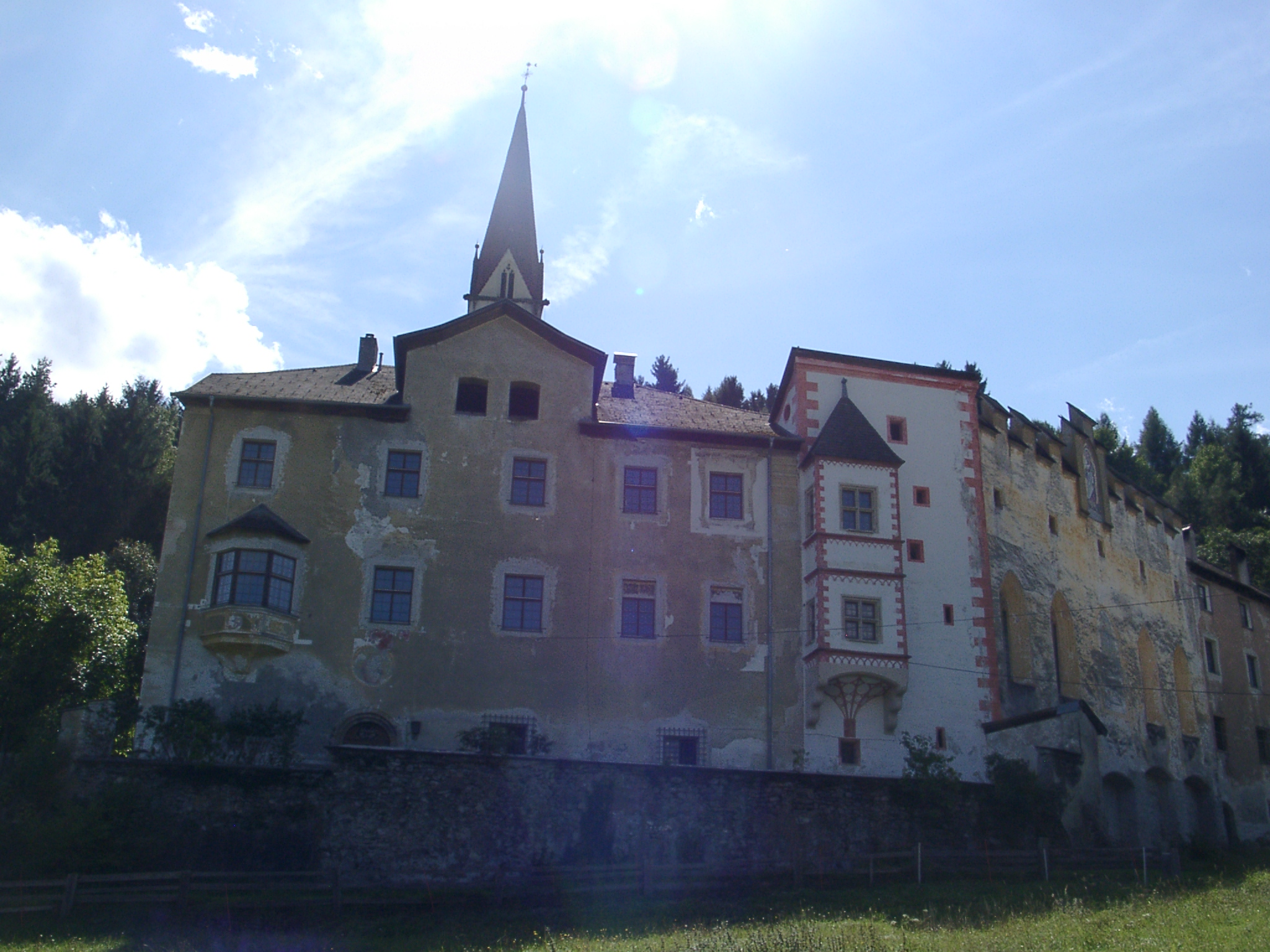
Risschloss in Flaurling

Flaurling ist eine Gemeinde mit 1306 Einwohnern (Stand 1. Jänner 2024) im Bezirk Innsbruck-Land in Tirol (Österreich). Die Gemeinde liegt im Gerichtsbezirk Telfs.

## Geografie
Flaurling befindet sich im Inntal, zwischen Innsbruck und Telfs, südlich des Inns, an der Einmündung des Kanzingbachs. Die Gemeinde hat eine Fläche von zwanzig Quadratkilometern und liegt in einer Höhenlage zwischen 650 Meter im Inntal und über 2800 Meter im Süden. Etwa zehn Prozent der Fläche werden landwirtschaftlich genutzt, ein Viertel ist bewaldet. Vierzig Prozent sind Almen und mehr als zwanzig Prozent sind unfruchtbares alpines Gebiet.

### Gliederung
Die Gemeinde besteht aus den Ortsteilen Flaurling-Dorf, Flaurling-Bahnhof mit einem Gewerbegebiet und Flaurling-Berg an den westlichen Ausläufern einer Mittelgebirgsterrasse.

### Nachbargemeinden
| Oberhofen im Inntal | Telfs                                       | Pettnau         |
| Rietz (IM)          | Kompassrose, die auf Nachbargemeinden zeigt | Polling Hatting |
| Stams (IM)          | St. Sigmund im Sellrain                     | Inzing          |

## Geschichte
Bereits um 580 siedelten Bajuwaren in diesem Gebiet. Die Siedlung wurde urkundlich erstmals im Jahr 763 als „Flurininga“ – Teil der Gründungsausstattung der in Scharnitz vom Bistum Freising errichteten Klosterkirche St. Peter – genannt. Der Name setzt sich aus dem romanischen Personennamen Florinus mit -ing-Suffix zusammen.
Zur Zeit der Salztransporte gewann Flaurling an Bedeutung, da sich hier ein Fährenhafen zur Überquerung des Inn befand. Der Landesherr Siegmund baute ein Jagdschloss und schenkte es 1479 dem Hofkaplan Sigmund Ris. Dieser erweiterte das Jagdschloss um eine heute noch bestehende Bibliothek und eine Kapelle. In dieser Zeit war Flaurling Pfarrstandort, der die Orte zwischen Zirl und Telfs betreute.
Als der Salzhandel im 16. Jahrhundert weiter zunahm, wurde in Flaurling ein Salzstadel errichtet, der bis ins 19. Jahrhundert von einem Salstadelmeister betreut wurde.
Flaurling ist seit 1816 eine eigenständige Gemeinde.

### Bevölkerungsentwicklung
EinwohnerJahr4006008001000120014001860189019201950198020102040EinwohnerEinwohnerentwicklung von Flaurling
Am 1. Jänner 2016 waren es 1289 Einwohner.

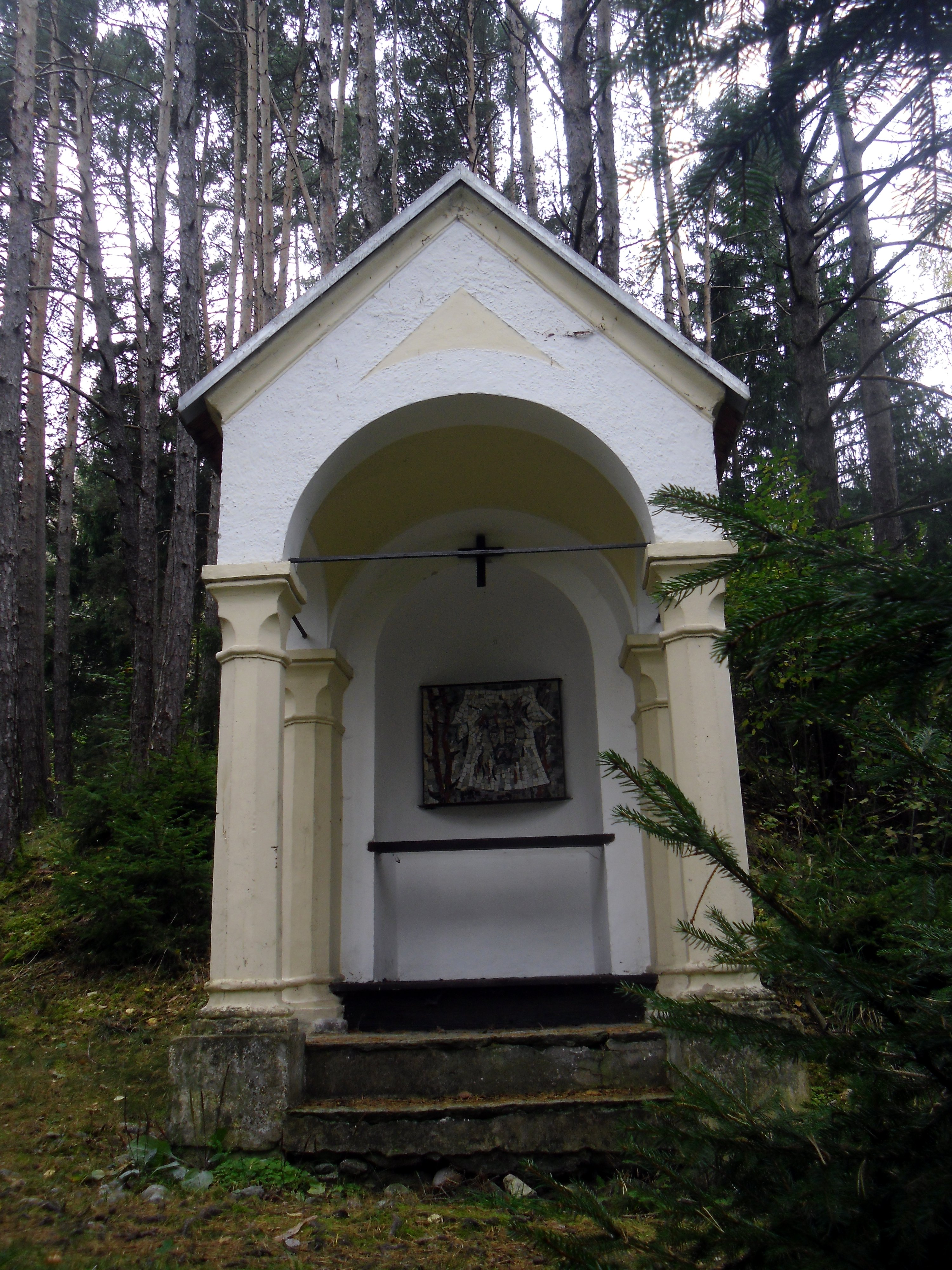
Kreuzweg-Station

## Kultur und Sehenswürdigkeiten
- Pfarrkirche Flaurling
- Risschloss
- Kreuzweg mit Kreuzwegkapelle
- Marienkapelle
- Ländkapelle

## Wirtschaft und Infrastruktur

### Wirtschaftssektoren
Von den 35 landwirtschaftlichen Betrieben des Jahres 2011 wurden 14 im Haupt-, 16 im Nebenerwerb, eine von einer Personengemeinschaft und vier von juristischen Personen geführt. Diese vier bewirtschafteten beinahe die Hälfte der Flächen. Der größte Arbeitgeber im Produktionssektor war die Bauwirtschaft. Im Dienstleistungssektor arbeiteten sechzig Prozent der Erwerbstätigen in sozialen und öffentlichen Diensten.
| Wirtschaftssektor            | Anzahl Betriebe | Anzahl Betriebe | Erwerbstätige | Erwerbstätige |
| Wirtschaftssektor            | 2011            | 2001            | 2011          | 2001          |
| ---------------------------- | --------------- | --------------- | ------------- | ------------- |
| Land- und Forstwirtschaft 1) | 35              | 45              | 19            | 12            |
| Produktion                   | 12              | 15              | 47            | 94            |
| Dienstleistung               | 39              | 24              | 119           | 77            |

1) Betriebe mit Fläche in den Jahren 2010 und 1999
| Im Jahr 2011 lebten rund 600 Erwerbstätige in Flaurling. Weniger als fünfzehn Prozent arbeiteten in der Gemeinde, mehr als 500 pendelten aus. Hundert Personen aus der Umgebung pendelten zur Arbeit nach Flaurling. Die Flaurlinger Alm ist Ausgangspunkt für Wanderungen im Gebirge. Jährlich zählt die Gemeinde rund 3000 Übernachtungen. | Hier fehlt eine Grafik, die leider im Moment aus technischen Gründen nicht angezeigt werden kann. Wir arbeiten daran! |

### Verkehr
Flaurling liegt an der Völser Straße L 11 und verfügt über eine Haltestelle an der Arlbergbahn, die von der S-Bahn Tirol bedient wird.

## Politik

### Gemeinderat
Bei den Gemeinderatswahlen am 27. Februar 2022 wurden 13 Mandate vergeben:
| Partei                                               | 2022    | 2022    | 2022    | 2016    | 2016    | 2016    | 2010 | 2010    |
| Partei                                               | Prozent | Stimmen | Mandate | Prozent | Stimmen | Mandate | %    | Stimmen |
| ---------------------------------------------------- | ------- | ------- | ------- | ------- | ------- | ------- | ---- | ------- |
| Gemeinsam für Flaurling, SPÖ&Parteiunabhängige – SPÖ | 61,68 % | 449     | 8       | 52,93 % | 397     | 7       | 28   | 195     |
| Ja zu Flaurling – Ja                                 | 38,32 % | 279     | 5       | 47,07 % | 353     | 6       | 41   | 284     |
| Junges Team Flaurling                                |         |         |         |         |         |         | 30   | 207     |

### Bürgermeisterin
Brigitte Praxmarer mit der Liste Gemeinsam für Flaurling, SPÖ&Parteiunabhängige – SPÖ wurde zur Bürgermeisterin gewählt.

### Wappen

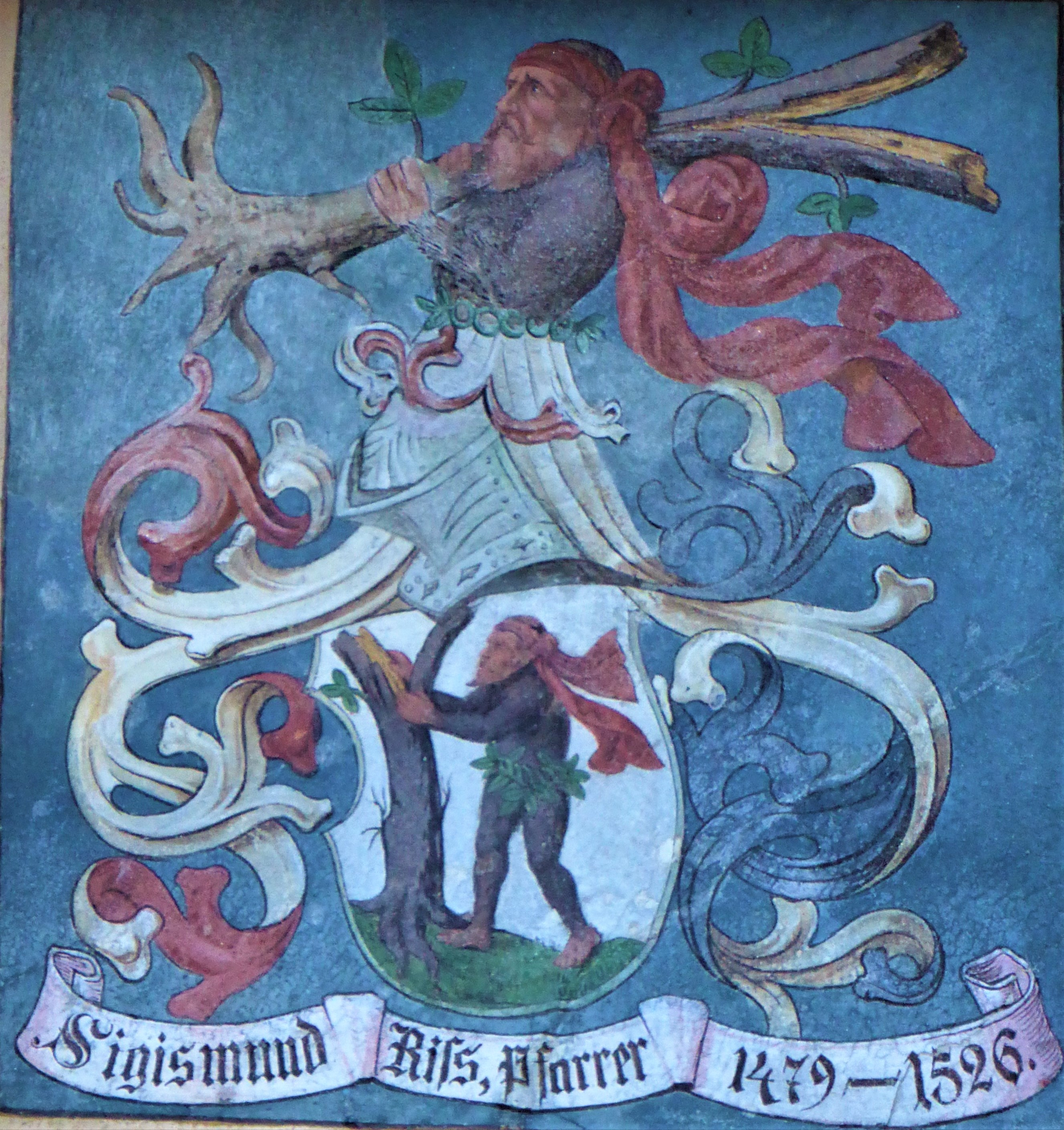
Wappen des Sigismund Ris am Risschlössl

Blasonierung: In Silber ein schwarzbehaarter Riese einen halbgespaltenen roten Baumstamm auseinanderreißend.
Das Gemeindewappen wurde 1982 verliehen. Es basiert auf dem redenden Wappen des Sigmund Ris, der von 1479 bis 1526 in Flaurling als Pfarrer tätig war und unter anderem das Risschlössl ausbauen ließ.

## Persönlichkeiten
- Joseph Schweigl (1894–1964), Jesuit und Theologe